# Tuna, Landskrona kommun
Tuna är en tätort (före 2015 småort) och den största orten på Ven i Sankt Ibbs socken i Landskrona kommun. Den ligger mitt på ön, och är den enda orten på ön som inte ligger vid kusten.
I Tuna finns en lanthandel, konferenscentret Prästasvängen, krogen Tuna krog, en busshållplats för Venbussen och en klockstapel.
Nära Tuna by ligger Tycho Brahe-minnena med Uraniborg och Stjerneborg. Det sistnämnda är ett underjordiskt observatorium. Själva museet är till största delen inrymt i Allhelgonakyrkan (Sankt Ibbs nya kyrka), en nedlagd kyrka.

## Befolkningsutveckling
| Befolkningsutvecklingen i Tuna 2015–2020                                           | Befolkningsutvecklingen i Tuna 2015–2020 | Befolkningsutvecklingen i Tuna 2015–2020 | Befolkningsutvecklingen i Tuna 2015–2020 | Befolkningsutvecklingen i Tuna 2015–2020 |
| ---------------------------------------------------------------------------------- | ---------------------------------------- | ---------------------------------------- | ---------------------------------------- | ---------------------------------------- |
|                                                                                    |                                          |                                          |                                          |                                          |
| År                                                                                 |                                          |                                          | Folkmängd                                | Areal (ha)                               |
| 2015                                                                               | 2015                                     |                                          | 349                                      | 159                                      |
| 2020                                                                               | 2020                                     |                                          | 353                                      | 161                                      |
| Anm.: Ny tätort 2015, var tidigare en småort som växte samman 2015 med Kyrkbacken. |                                          |                                          |                                          |                                          |